# 올림픽 체코슬로바키아 선수단
올림픽 체코슬로바키아 선수단은 체코슬로바키아를 대표하여 올림픽에 참가한 선수단이다. 체코슬로바키아는 1900년부터 1912년까지 보헤미아로 참가한 후 1918년에 처음으로 올림픽에 참가했다. 이후 소련이 주도한 보이콧에 참여한 1984년 하계 올림픽을 제외하고는 체코슬로바키아는 매년 하계 올림픽에 선수단을 파견했다. 체코슬로바키아는 1924년 제1회 대회부터 모든 동계 올림픽에 참가해 왔다.
1993년 체코슬로바키아가 해체된 후 체코와 슬로바키아는 1994년부터 올림픽에 독립팀을 파견했다.
체코슬로바키아 선수들은 하계 올림픽에서 총 143개의 메달을 획득했는데, 대부분 체조에서였다. 체코슬로바키아는 또한 동계 올림픽에서 25개의 메달을 획득했으며, 스키 점프와 아이스하키가 메달을 많이 생산하는 스포츠로 꼽혔다.

## 같이 보기
- 분류:체코슬로바키아의 올림픽 참가 선수

## 참고 자료
- (영어) “Czechoslovakia”. SR/Olympic Sports. 2010년 6월 18일에 원본 문서에서 보존된 문서. 2011년 10월 29일에 확인함.